# Медаль «Эрдик»
Медаль «Мужества» — государственная награда Киргизии. Учреждена 16 апреля 1996 года законом «Об учреждении государственных наград Кыргызской Республики».

## Положение о медали
Положение о медали и её описание утверждены 10 июля 1996 года указом Президента Киргизии:
Медалью «Эрдик» награждаются граждане за самоотверженный поступок, мужество и отвагу, проявленные при спасении людей, охране общественного порядка, в борьбе с преступностью, во время стихийных бедствий, пожаров, катастроф и других чрезвычайных обстоятельств, а также за смелые и решительные действия, совершённые при исполнении воинского, служебного и гражданского долга, в условиях, сопряженных с риском для жизни.

## Описание медали
Сама медаль изготавливается из серебра и состоит из двух частей: прямоугольной колодочки и серебряного фигурно усеченного диска, соединенных между собой системой звеньев. В центре диска помещено изображение снежного барса как символа отваги, выносливости и мудрости. По краю диска расположены элементы Государственного Флага (лучи солнца) и надпись «ЭРДИК».
Три вертикально расположенные полоски белого, синего и голубого цветов на колодочке символизируют белоснежные вершины гор Ала-Тоо, воду как символ жизни и голубое небо как символ мира.
В ходе торжественной церемонии медаль вручается прикреплённым к широкой чрезплечной шёлковой ленте красного цвета с пришитыми шёлковыми полосками золотого цвета, отстающими от края.
 Символом медали является планка обтянутая лентой синего цвета с белой полосой в центре.